# حوزه انتخابیه سی‌ونهم کالیفرنیا
حوزه انتخابیه سی‌ونهم کالیفرنیا یک حوزه انتخابیه مجلس نمایندگان آمریکا است که در ایالت کالیفرنیا قرار دارد.